# Carilló del mNACTEC
El Carilló del mNACTEC és un carilló que està ubicat al terrat del Museu de la Ciència i de la Tècnica de Catalunya, a Terrassa. Construït el 1927 a Leipzig (Alemanya) per l'empresa Vortmann-Mabilon, abans havia estat emplaçat al Palau de la Generalitat de Catalunya, a la Torre del Rellotge del pati dels Tarongers. Actualment el museu en fa petits concerts en dies destacats, com per la Diada de Sant Jordi, la festa major, la Diada Nacional de Catalunya o el Dia Internacional dels Museus, entre d'altres.

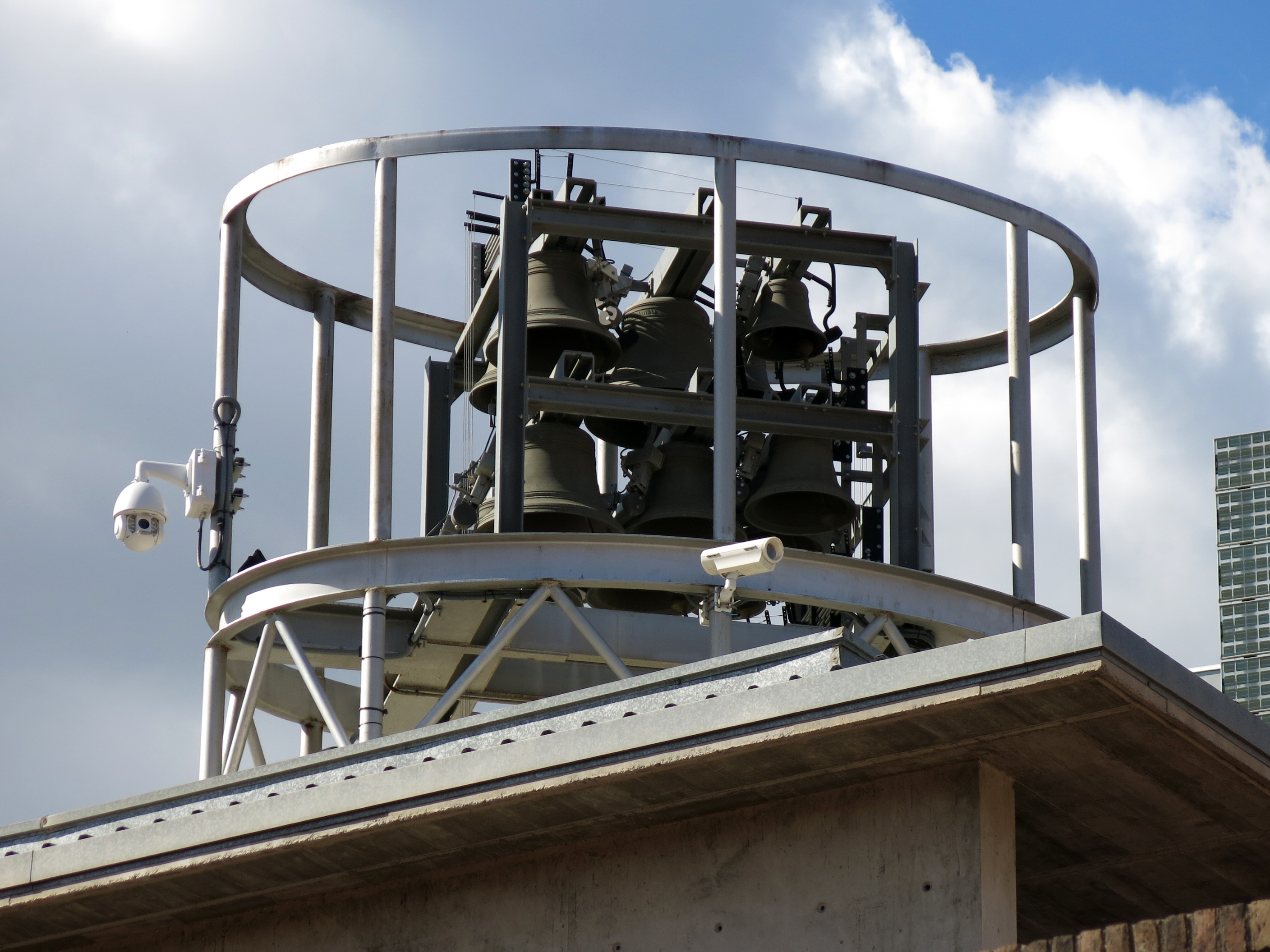
Detall del carilló del mNACTEC

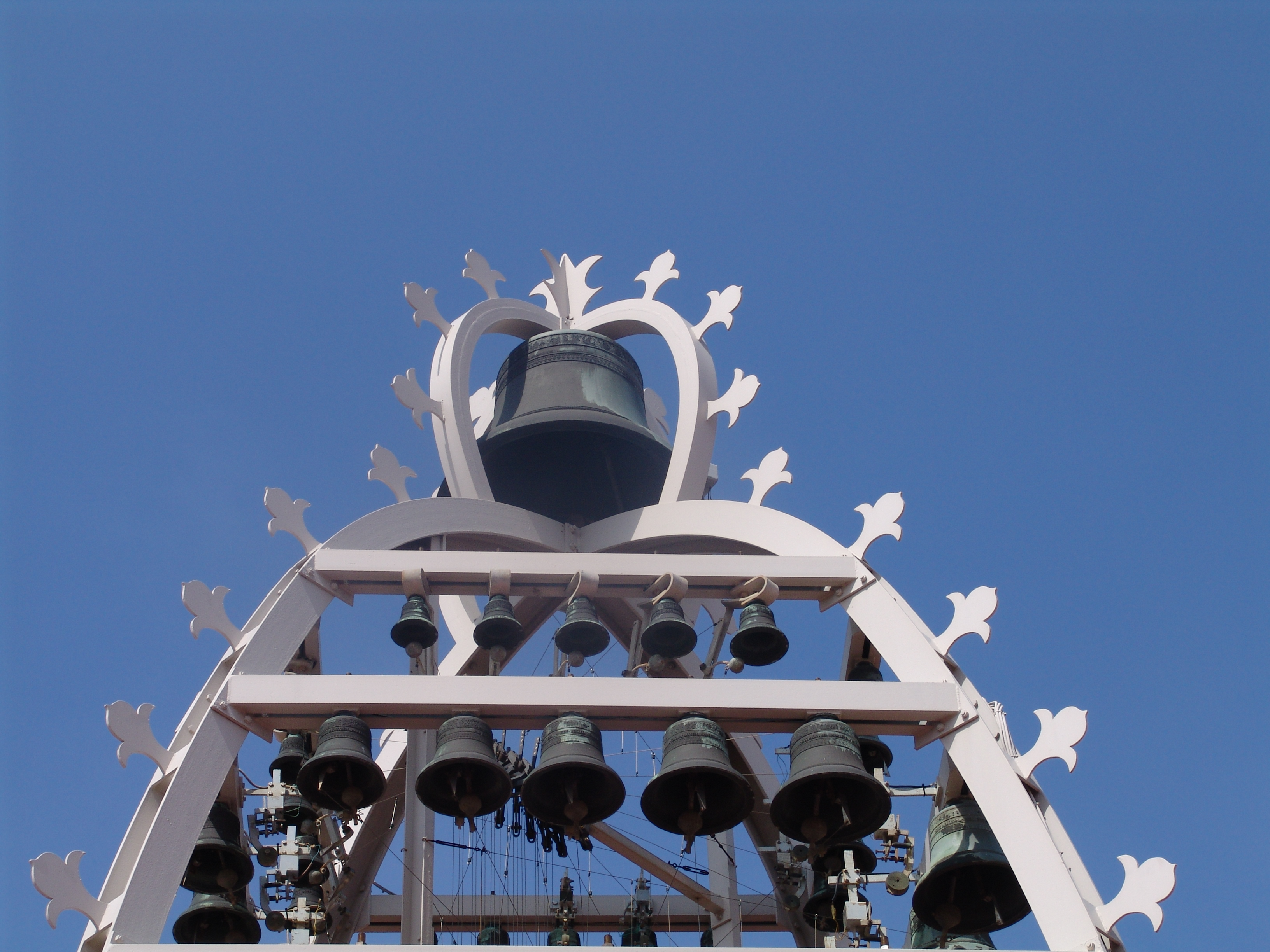
Actual carilló del Palau de la Generalitat

## Descripció
El carilló consta de 13 campanes de bronze, un teclat elèctric i un mecanisme de rellotgeria característics. Marca cada quart i cada hora. Pesa 1.367 kg.

## Història
Construït a Alemanya el 1927 per B. Vortmann Turmhren Fabrik Recklinghausen I.W. i Mabilon & CO, Trier-Saarburg, es va instal·lar a la part més alta de la Torre del Rellotge del Pati dels Tarongers, a Palau de la Generalitat, estaria en funcionament fins al 1976. Es desmuntà la cap d'un temps i es guardà en un magatzem, fins que el 1993 va ser traslladat al mNACTEC, on l'empresa Petit & Fritzen restauraria les campanes i l'empresa De Mesura Temporis, del Bruc, el rellotge. Amb el temps la Generalitat estrenaria un altre carilló i aquest model es va instal·lar el 5 de juliol de l'any 2000 al terrat del museu de Terrassa, tot esdevenint un element emblemàtic per a la ciutat. Està inventariat al registre del museu amb el número de registre 5092. Actualment forma part d'un programa de visites educatives, on els nens poden conèixer com funciona aquest instrument tan especial.